# アレクサンドル・アニシモフ
アレクサンドル・ミハイロヴィチ・アニシモフ（ロシア語: Александр Михайлович Анисимов, ラテン文字転写: Aleksandr Mikhailovich Anisimov、1947年10月8日  - ）はソビエト連邦、ロシアの指揮者、音楽教師。

## 概要
モスクワに生まれる。スヴェシニコフ記念モスクワ合唱学校及びグリンカ記念レニングラード合唱学校で学んだ後、レニングラード音楽院に進学し、エリザヴェータ・クドリャフツェヴァに合唱指揮を学ぶ。その後、モスクワ音楽院でオディッセイ・ディミトリアディとレオ・ギンズブルクにオペラ・交響楽指揮を学んだ。更に大学院へと進み、ゲンナジー・ロジェストヴェンスキーの指導の下、技術を磨いた。
1975年にレニングラード・マールイ劇場で指揮者としてのキャリアを開始し、1980年より白ロシア・ソビエト社会主義共和国国立オペラ・バレエ大劇場（現在のベラルーシ共和国国立オペラ・バレエ大劇場）の首席指揮者を務める（1980年から1984年及び1989年から2003年まで。2018年より客演指揮者）。
1985年よりペルミ・オペラ・バレエ劇場の首席指揮者を務め（1989年まで）、プロコフィエフのオペラ『炎の天使』のソ連国内での初演を指揮した。また、キーロフ劇場の客演指揮者も務めている。
1995年以降、アイルランド国立交響楽団（1998年 - 2001年）、ロストフ音楽劇場（2003年 - 2007年）、釜山フィルハーモニック管弦楽団（2005年 - 2009年）の首席指揮者を務め、モンセラート・カバリェの国立クレムリン宮殿での演奏会を指揮した。
2011年よりサマーラ・オペラ・バレエ劇場の芸術監督兼首席指揮者（2017年まで）、2002年よりベラルーシ国立アカデミー交響楽団の芸術監督兼首席指揮者を務める。
2012年よりベラルーシ国立音楽院でオーケストラ学部の教授を務める（同音楽院学生オーケストラの指揮者も兼務）。就任の年にはアレクサンドル・ルカシェンコ大統領より65歳の誕生日を個人的に祝福されている。

## 主な録音・映像
- モスクワ交響楽団
  - グラズノフ：交響曲全集、バレエ『ライモンダ』、バレエ『四季』他（NAXOS）
- アイルランド国立交響楽団
  - ラフマニノフ：交響曲全集、合唱交響曲『鐘』他（NAXOS）
  - ルビンシテイン：オペラ『デーモン（ロシア語版）』（MARCO POLO）
- リセウ大劇場管弦楽団・合唱団
  - ショスタコーヴィチ：オペラ『ムツェンスク郡のマクベス夫人』（EMIクラシックス、DVD）

## 主な受賞
- ロシア・ソビエト連邦社会主義共和国功労芸術労働者（ロシア語版）（1988年授与）
- フランツィスク・スカリナ・メダル（英語版）（1998年授与）[3]
- ベラルーシ共和国人民芸術家（ロシア語版）（2011年授与）[4]